# Custo unitário
O custo unitário é o custo incorrido por uma companhia ao produzir, estocar e vender uma unidade de um produto particular. Custos unitários incluem todas os custos fixos e todos os custos variáveis envolvidos na produção.

## Cost unitversus Custo unitário
Cost unit é o padrão unitário por comprar o mínimo de qualquer produto e são usado para comparar custo reais com custo padrão. Custo unitário é o custo mínimo por comprar qualquer padrão unitário.